# Dominique Girard
Dominique Girard (cap al 1680-1738 a Munic) va ser un arquitecte i enginyer de jardins francès. Va tenir un paper clau en el disseny barroc dels jardins del palau de Nymphenburg i "Schleissheim" a prop de Munic, el jardí del Belvedere a Viena i el jardí del palau d'Augustusburg a Brühl.

## Biografia
Els orígens del Girard, com la seva data de naixement, són desconeguts. Possiblement era el fill de l'arquitecte Jean Girard. En Dominique Girard probablement va treballar per primera vegada als jardins de Saint-Cloud. A partir de 1709 va treballar a Versalles, on va adquirir els seus coneixements de tecnologia de l'aigua i disseny de jardins.
El Girard va ser posat a disposició de l'elector bavarès Max Emanuel el 1715 pel rei francès Lluís XIV com a "cy-devant garçon fontainier ". D'aquesta manera, l'1 d'abril de 1715, en Girard esdevingué inspector de jardins i maître fontainier («mestre de la font») al parc del palau de Nymphenburg. Va treballar des de 1715 juntament amb en Matthias Diesel i el François de Cuvilliés el Vell. L'obra a Schleißheim es va acabar el 1727. Entre 1717 i 1722 l'elector de Baviera li va concedir una excedència perquè pogués participar en el disseny del jardí del Belvedere de Viena, juntament amb enJohann Lukas von Hildebrandt . Hi va treballar els anys 1717, 1719 i 1722. El 1728/29 va crear, de nou juntament amb Cuvilliés, els jardins del palau d'Augustusburg a Brühl. Una de les seves últimes obres va ser la renovació de la gran cascada de Nymphenburg (1731). El seu successor va ser el seu fill Philipp, que havia estat el seu adjunt el 1733.

## Treball artístic del jardí
Tot i que el Girard es va especialitzar en la construcció d'elements artístics d'aigua -va ser un fontanier sol·licitat al llarg de la seva vida-, també va tenir una influència important en la planificació. A Nymphenburg, entre altres coses, va construir els dos canals davant i darrere de l'edifici del castell. Hi destaquen especialment les seves modificacions al plànol de 1693 de l'Enrico Zuccalli per al jardí del palau de Schleissheim(plànol de Girard: 1717), que, entre altres coses, afecten els patrons per al disseny del parterre del jardí. Al Jardí el Belvedere va crear l'art aquàtic, però també va dissenyar zones enjardinades. Aquí, desviant-se de l'estil clàssic francès, va utilitzar terraplens coberts d'herba en lloc de revestir parets per a superar les diferències d'alçada. Al jardí del palau d'Augustusburg, el Girard va poder desenvolupar plenament totes les experiències del seu treball anterior.
L'obra principal del Girard és el parc del palau de Nymphenburg en la seva forma barroca i el disseny del parterre del jardí al parc del palau de Schleissheim. A Schleissheim, el Girard va realitzar els tres tipus de parterre (broderie, flor i parterre de gespa) a l'estil del seu mestre: André Le Nôtre per tal de satisfer els desitjos d'esplendor de l'elector ("Versalles bavaresa"), tot i que ja no corresponien a la moda del jardí imperant.
Al Girard o al seu col·lega el Moreau també se'ls hi atribueix el dibuix del redisseny dels jardins d'un hotel a Plettenberg, a l'aleshores ciutat residencial de Bonn de l'Electorat de Colònia, que es va dur a terme després de 1722.